# Universiade d'été de 1973
Navigation
Édition précédente Édition suivante
La 7e édition de l’Universiade d’été, compétition internationale universitaire multi-sports, s’est déroulée du 15 août au 25 août 1973 à Moscou, en URSS. Le discours d’ouverture est prononcé au stade Lénine par Léonid Brejnev. Cette édition a marqué la première participation de l'Égypte après avoir fait partie de la République arabe unie en 1959, 1961, 1963, 1965, 1967 et 1970. Le Malawi, le Lesotho et l'Arabie saoudite ont également participé pour la première fois.

## Lieu
| Sport                 | Lieu                              |
| --------------------- | --------------------------------- |
| Athlétisme            | Stade Lénine                      |
| Basket-Ball           | Palais des sports du Stade Lénine |
| Natation synchronisée | Piscine Tchaika                   |
| Gymnastique           | Palais des sports du Stade Lénine |
| Escrime               | Anneau des frères Znamenskie      |
| Natation              | Piscine Stade Lénine              |
| Tennis                | Stade Central de Tennis Lénine    |
| Volley-Ball           | Palais Sokolniki                  |
| Water-Polo            | Anneau des frères Znamenskie      |
| Judo                  | Stade Central de Tennis Lénine    |

## Tableau des médailles
| Rang | Pays                 | Médaille d'or | Médaille d'argent | Médaille de bronze | Total |
| ---- | -------------------- | ------------- | ----------------- | ------------------ | ----- |
| 1    | Union soviétique     | 68            | 36                | 30                 | 134   |
| 2    | États-Unis           | 19            | 16                | 18                 | 53    |
| 3    | Roumanie             | 4             | 7                 | 8                  | 19    |
| 4    | Japon                | 3             | 8                 | 1                  | 12    |
| 5    | Pologne              | 2             | 3                 | 5                  | 10    |
| 6    | Royaume-Uni          | 2             | 3                 | 1                  | 6     |
| 6    | Cuba                 | 2             | 3                 | 1                  | 6     |
| 8    | Tchécoslovaquie      | 2             | 2                 | 1                  | 5     |
| 9    | Italie               | 2             | 0                 | 6                  | 8     |
| 10   | Finlande             | 1             | 9                 | 4                  | 14    |
| 11   | Bulgarie             | 1             | 7                 | 7                  | 15    |
| 12   | Allemagne de l'Ouest | 1             | 4                 | 7                  | 12    |
| 13   | Allemagne de l'Est   | 1             | 3                 | 8                  | 12    |
| 14   | France               | 1             | 2                 | 1                  | 4     |
| 15   | Yougoslavie          | 1             | 1                 | 2                  | 4     |
| 16   | Mongolie             | 1             | 0                 | 1                  | 2     |
| 17   | Iran                 | 0             | 4                 | 0                  | 4     |
| 18   | Canada               | 0             | 2                 | 5                  | 7     |
| 19   | Australie            | 0             | 1                 | 3                  | 4     |
| 20   | Pays-Bas             | 0             | 1                 | 0                  | 1     |
| 21   | Brésil               | 0             | 0                 | 5                  | 5     |
| 22   | Corée du Sud         | 0             | 0                 | 2                  | 2     |
| 23   | Inde                 | 0             | 0                 | 1                  | 1     |
| 23   | Kenya                | 0             | 0                 | 1                  | 1     |
| 23   | Mexique              | 0             | 0                 | 1                  | 1     |